# Rudolf Jaszowski
Rudolf Roman Jaszowski ps. "Lampart" (ur. 16 kwietnia 1912 w Leżajsku, zm. 6 czerwca 1943 w Jarosławiu) – inżynier hutnik, porucznik Wojska Polskiego, komendant leżajskiej placówki Związku Walki Zbrojnej-AK. 

## Życiorys
Rudolf Jaszowski urodził się w mieszczańskiej rodzinie Stanisława Jaszowskiego – technika pocztowego, zamieszkałego na ulicy Wałowej w Leżajsku. Ukończył gimnazjum w Leżajsku, a następnie Akademię Górniczo-Hutniczą w Krakowie z tytułem inżyniera hutnika. W czasie służby wojskowej w Przemyślu i Modlinie ukończył szkołę podchorążych rezerwy.
Wybuch wojny w 1939 zastał go w Starachowicach, gdzie rozpoczął swą pierwszą pracę zawodową. Zmobilizowany jako oficer[wymaga weryfikacji?], wziął udział w kampanii wrześniowej, uniknął niewoli niemieckiej po rozbrojeniu się w ostatnich dniach września w okolicach Tomaszowa Lubelskiego. Później tymczasowo przebywał na Pomorzu u rodziny. Wiosną 1940 roku powrócił w okolice Leżajska. Podjął pracę jako robotnik leśny, potem jako urzędnik w leśnictwie. Zaangażował się działalność ruchu oporu. Został pierwszym komendantem lokalnej placówki nr 2 ZWZ-AK. W maju 1943 roku został aresztowany przez Gestapo. Torturowany, zmarł w więzieniu w czerwcu 1943 roku.
Od września 1987 r. Rudolf Jaszowski jest bohaterem 2 Środowiskowej Drużyny Harcerskiej  „Jussy” z Leżajska.